# 4723 Wolfgangmattig
4723 Wolfgangmattig è un asteroide della fascia principale. Scoperto nel 1937, presenta un'orbita caratterizzata da un semiasse maggiore pari a 2,6760362 UA e da un'eccentricità di 0,1958877, inclinata di 3,05859° rispetto all'eclittica.